# Галанюк, Пётр Петрович
Священник Пётр Галанюк (Пётр Петрович, род. 4 октября 1979, Кишинёв) — учитель истории, священник Русской православной церкви, популяризатор творческого наследия А. Д. Кантемира.

## Биография
С 2002 г. — студент богословского факультета Библейско-Богословского института св. апостола Андрея (г. Москва).
С 2005 г. — учитель истории, обществознания и права в МОУ Гимназия № 8 (Шумерля, Чувашская Республика).
В 2007 г. с отличием окончил МГГУ им. М. А. Шолохова по специальности «история».
С 2010 года — учитель истории в общеобразовательных учреждениях г. Москвы (Центр образования № 686 «Класс-центр», частная школа «Кладезь»).
В 2016-2017 гг. после окончания Смоленской православной духовной семинарии был оставлен в качестве преподавателя Нового Завета и сравнительного богословия.
28 августа 2016 г. в Свято-Успенском кафедральном соборе г. Смоленска, в праздник Успения Пресвятой Богородицы, был рукоположён Митрополитом Смоленским и Рославльским Исидором (Тупикиным) в сан дьякона.
4 октября 2017 г. был принят в клир Московской епархии и назначен в штат Христорождественского храма г. Звенигород. 
С 2017—2019 гг. преподавал историю в Православной гимназии во имя святого преподобного Саввы Сторожевского г. Звенигород.
25 ноября 2018 г. в Христорождественском храме г. Звенигород Митрополитом Крутицким и Коломенским Ювеналием (Поярковым) был рукоположен в сан пресвитера. 
С 2018—2021 гг. — преподавал "Историю поместных православных церквей" в Коломенской духовной семинарии.
С 2019—2021 гг. — ответственный за религиозное образование и катехизацию Коломенского благочиния. Был назначен в штат Троицкого храма в Щурово г. Коломна Московской области.
С 2021 г. служит во Владимирской области.  Указом Епископа Муромского и Вязниковского Нила назначен настоятелем храма преп. Сергия Радонежского в д. Пески, Вязниковского района. 
В 2022 г. вместе с женой основали мастерскую по производству традиционной ватной игрушки — «Мастерскую имени С. И. Сенькова».

### Семья
Отец — Пётр Фомич Галанюк, мать — Мария Кузьминична Мирошниченко. 
Жена — Ксения Валериевна Качаева; дочь художника, сценариста В. А. Качаева.
Есть сын — Кузьма.

## Педагогическая деятельность
C 2007 г. автор семинаров по духовному возрождению «Взирая на их жизнь, преображаем себя» - духовное возрождение через «воспитание на примерах».
В 2008—2009 гг. — вместе с заслуженным учителем РФ Шурыгиной З.В. инициировал проведение в Чувашии Всероссийской научно-практической конференции «Российское просвещение: история и современность», приуроченной к 300-летию со дня рождения А. Д. Кантемира.
В 2009-2010 гг. два года подряд признавался победителем конкурса лучших учителей России в рамках ПНПО (2009, 2010). Учитель года Чувашии 2010 года, лауреат Всероссийского конкурса учителей "Учитель года России 2010". 
С 2010-2019 гг. лектор, методист и эксперт на всероссийских, региональных научных конференциях, съездах, педагогических форумах, институтах повышения квалификации (Смоленск, Новгород, Санкт-Петербург, Москва, Чебоксары, Якутск и др.).
Автор методических разработок по отечественной истории для учащихся.
В 2020 г. совместно со священником Алексием Трошиным и военным комендантом г. Коломны майором Новиковым Р. Н. проводили комплекс мероприятий в воинских частях и организациях Коломенского гарнизона по прославлению Епископа Феодосия (Ганицкого) как небесного покровителя Коломенского гарнизона.

## Награды и признание
- ГРАМОТА отдела образования администрации г. Шумерля (2007) — за добросовестный труд в деле обучения и воспитания подрастающего поколения[1]
- Молодёжная премия с целью поощрения инициативной, талантливой молодёжи (2008)[1][9]
- ДИПЛОМ (II место) республиканского конкурса «Учитель года Чувашии — 2009»[1]
- ПОЧЁТНАЯ ГРАМОТА Министерства образования и науки РФ в рамках приоритетного национального проекта «Образование» — победителю конкурса лучших учителей РФ[1]
- ПОЧЁТНАЯ ГРАМОТА Министерства образования и науки РФ в рамках приоритетного национального проекта «Образование» — победителю конкурса лучших учителей РФ (2010 г.)
- ДИПЛОМ победителя республиканского конкурса «Учитель года Чувашии — 2010»[2][1][8]
- ДИПЛОМ лауреата конкурса «Учитель года России» (2010)[10].
- Благодарственное письмо (2015 г.) Министерства образования Республики Саха (Якутия)[источник не указан 908 дней]
- Благодарственное письмо (2017 г.) Министерства образования Республики Саха (Якутия)[источник не указан 908 дней]
- Благодарность комитета образования городского округа Звенигород за добросовестный труд и профессионализм (2018 г.)[источник не указан 908 дней]
- Благодарность Управления образования Администрации городского округа Коломна за научно-просветительскую деятельность и проведение содержательных мероприятий для руководителей и педагогов образовательных учреждений (2021 г.)[источник не указан 908 дней]

## Церковные награды
- Набедренник при рукоположении (2018 г.)[источник не указан 908 дней]
- Грамота — в благословение за усердные труды во славу Коломенской духовной семинарии (2019 г.)[источник не указан 908 дней]
- Камилавка — за усердное служение Церкви Христовой (2020 г.)
- Архиерейская грамота во внимание ко многим и прилежным трудам (2024 г.)[источник не указан 908 дней]